# Волинський академічний обласний театр ляльок
Воли́нський академі́чний обласни́й теа́тр ляльо́к — обласний академічний театр ляльок у місті Луцьку, єдиний професійний дитячий театр Волині.

## Загальна інформація
Волинський академічний обласний театр ляльок розташований у середмісті Луцька за адресою:вул. Богдана Хмельницького, буд. 18, м. Луцьк—43025 (Україна).
Засновник та багаторічний директор-художній керівник театру — заслужений діяч мистецтв України Данило Андрійович Поштарук.
Сьогодні в.о. директора-художнього керівника Вадим Вікторович Хаїнський

## Історія
Дане приміщення було побудоване у 1890 році. До 1975 року в ньому розміщувався драматичний театр, який потім був перенесений в нове приміщення. А старе передали під новостворений Волинський обласний театр ляльок.
У 1993 році Театром під егідою УНІМА було започатковане проведення на постійній основі сезонного фольклорно-театрального фестивалю «Різдвяна містерія», що за понад 20-річну історію дало ряд визначних результатів, сприяло, зокрема, визнанню і популяризації українського вертепу.
18 липня 2008 наказом Міністерства культури і туризму України Волинському обласному театру ляльок був привласнений статус академічного.
У теперішній час (2-а пол. 2010-х рр.) в репертуарі театру українські та зарубіжні казки, дитячі твори, адаптації дорослої драматургії та літератури. Театральний колектив відкритий до творчого експериментування, співпраці з яскравими культурними особистостями — зокрема, саме так зреалізовані постановки «Фауста» Гете (режисер — канадець українського походження Павло Босий), «Камінного господаря» Лесі Українки (режисер — поляк Вєслав Рудський).

## Персоналії
У театрі розпочинав свою акторську кар'єру знаний український артист Петро Юхимович Вескляров, найбільш відомий за образом діда Панаса з вечірньої казки на радянському УТ-1[джерело?].

## Виноски
1. ↑  Романюк Ніна «Ми бідні економічно, але духовно надзвичайно багаті». Директор Волинського театру ляльок Данило Поштарук — про силу казки, знайомство з дідом Панас та театральні знахідки творах Лесі Українки [Архівовано 29 грудня 2016 у Wayback Machine.], стаття в «УМ» за 20 грудня 2016 року.